# Hebräische Zahlschrift
Die hebräische Zahlschrift stellt Zahlenwerte in einem dezimalen Additionssystem dar. Als Grundlage dient dabei das hebräische Alphabet. Dabei ist den Buchstaben jeweils ein Zahlenwert der Einer, Zehner und Hunderter zugeordnet.
In der hebräischen Bibel werden Zahlen stets als Zahlwörter ausgeschrieben. In althebräischen Inschriften des 1. Jahrtausends v. Chr. wurden hieratische Zahlzeichen oder Zählstriche verwendet. Eine Zuordnung von Zahlwerten zu den hebräischen Buchstaben kann in vorchristlicher Zeit nicht nachgewiesen werden. In Griechenland aber ist die Verwendung der griechischen Zahlschrift nach dem milesischen Prinzip seit hellenistischer Zeit attestiert, weshalb die Forschung heute davon ausgeht, dass alle alphabetischen Zahlendarstellungen Europas und des Nahen Ostens Adaptationen des griechischen Modells darstellen.
Im modernen Hebräisch werden keine hebräischen Zahlzeichen, sondern indische Ziffern verwendet. Die Darstellung von Zahlen mit hebräischen Buchstaben findet sich allerdings noch in alten Texten, bei der Nummerierung der Klassenstufen in der Schule und bei der Angabe von Daten im jüdischen Kalender.

## Darstellung
Die Zahlen werden einfach durch Aneinanderreihen der Buchstaben mit den entsprechenden Zahlenwerten dargestellt, beginnend mit dem höchstwertigen Buchstaben in der Schreibrichtung von rechts nach links. So wird zum Beispiel 345 als שמה dargestellt.
Für Zahlen ab 500 wird der Buchstabe Tav (ת – für vierhundert) entsprechend oft zusätzlich geschrieben. Es gibt kein Zeichen für die Null. Hat eine Dezimalstelle den Wert Null, wird kein Zeichen geschrieben, so schreibt sich beispielsweise die Zahl 600 als תר.
Es existiert auch eine Interpretation der hebräischen Finalbuchstaben (eine spezielle Buchstabenvariante, die am Wortende verwendet wird) für die „fehlenden“ Zahlenwerte 500 bis 900 (zum Beispiel ם für תר), diese ist jedoch nicht weit verbreitet. Die traditionelle Schreibweise benutzt nur die normalen Buchstaben.
Zahlen größer als 999 werden in separaten Gruppen geschrieben, wobei die Werte der Gruppen mit 1000, 1.000.000 und so weiter multipliziert werden. Die Zahl 1.234.567 schreibt sich somit א רלד תקסז. Es gibt bei dieser Darstellung jedoch Probleme, wenn eine Gruppe den Wert Null hat. In diesem Fall werden zur eindeutigen Darstellung Worte wie „Tausend“ hinzugefügt.
Stehen Zahlen im Hebräischen nicht allein, sondern in einem Text, so werden sie mit Geresch (׳) oder Gerschajim (״) gekennzeichnet, um Verwechslungen mit normalen Buchstaben und Worten auszuschließen. Dabei wird an einstellige Zahlendarstellungen ein Geresch angehängt. Bei mehrstelligen Zahlendarstellungen werden an der vorletzten Stelle Gerschajim eingefügt (zum Beispiel ב׳ für 2 und רמ״ו für 246).
Die Endziffern 15 und 16 werden grundsätzlich nicht als יה und יו für 10 + 5 und 10 + 6, sondern als טו und טז für 9 + 6 und 9 + 7 dargestellt, um Ähnlichkeiten mit dem Namen Gottes (יהוה, JHWH) zu vermeiden. Diese Regel findet auch in nicht religiösen Zusammenhängen Beachtung. Hat ein nach der regulären Reihenfolge entstehendes Wort eine negative Bedeutung, können die Buchstaben auch in einer anderen Reihenfolge geschrieben werden. Ebenso kann die Reihenfolge umgestellt werden, wenn sich dadurch ein Wort mit einer positiven Bedeutung ergibt.

## Gematrie
Da die so dargestellten Zahlen auch immer Buchstabenkombinationen sind, die als Wort oder Teil eines Wortes verstanden werden können, spielen hebräische Zahlendarstellungen in der Gematrie eine große Rolle. Bei dieser Technik, die vor allem in der Kabbala verwendet wird, werden Aspekte der Wortbedeutung aus dem Zahlenwert erschlossen und Beziehungen zwischen verschiedenen Worten aus dem Verhältnis ihrer jeweiligen Zahlenwerte hergestellt.